# John Arundell (16e baron Arundell de Wardour)
Pour les articles homonymes, voir John Arundell (2e baron Arundell de Trerice) et Arundell.
John Francis Arundell, 16e baron Arundell de Wardour, né le 18 juin 1907 et mort à Chester le 25 septembre 1944,, est un homme d'affaires et noble britannique.

## Biographie
Il est l'aîné des trois enfants, et l'unique fils, de Gerald Arundell, 15e baron Arundell. Ce titre de baron de la pairie d'Angleterre remonte à 1605 lorsqu'il est créé par le roi Jacques Ier pour Thomas Arundell, soldat et fervent catholique. Éduqué à l'internat catholique Stonyhurst College, John Arundell étudie ensuite au New College de l'université d'Oxford où il obtient un diplôme de Bachelor of Arts (licence). Il devient membre de la Bourse de Londres, entamant une carrière dans les affaires. Dans les années 1930, alors que se profile le risque d'une guerre européenne, il rejoint la réserve militaire,,.

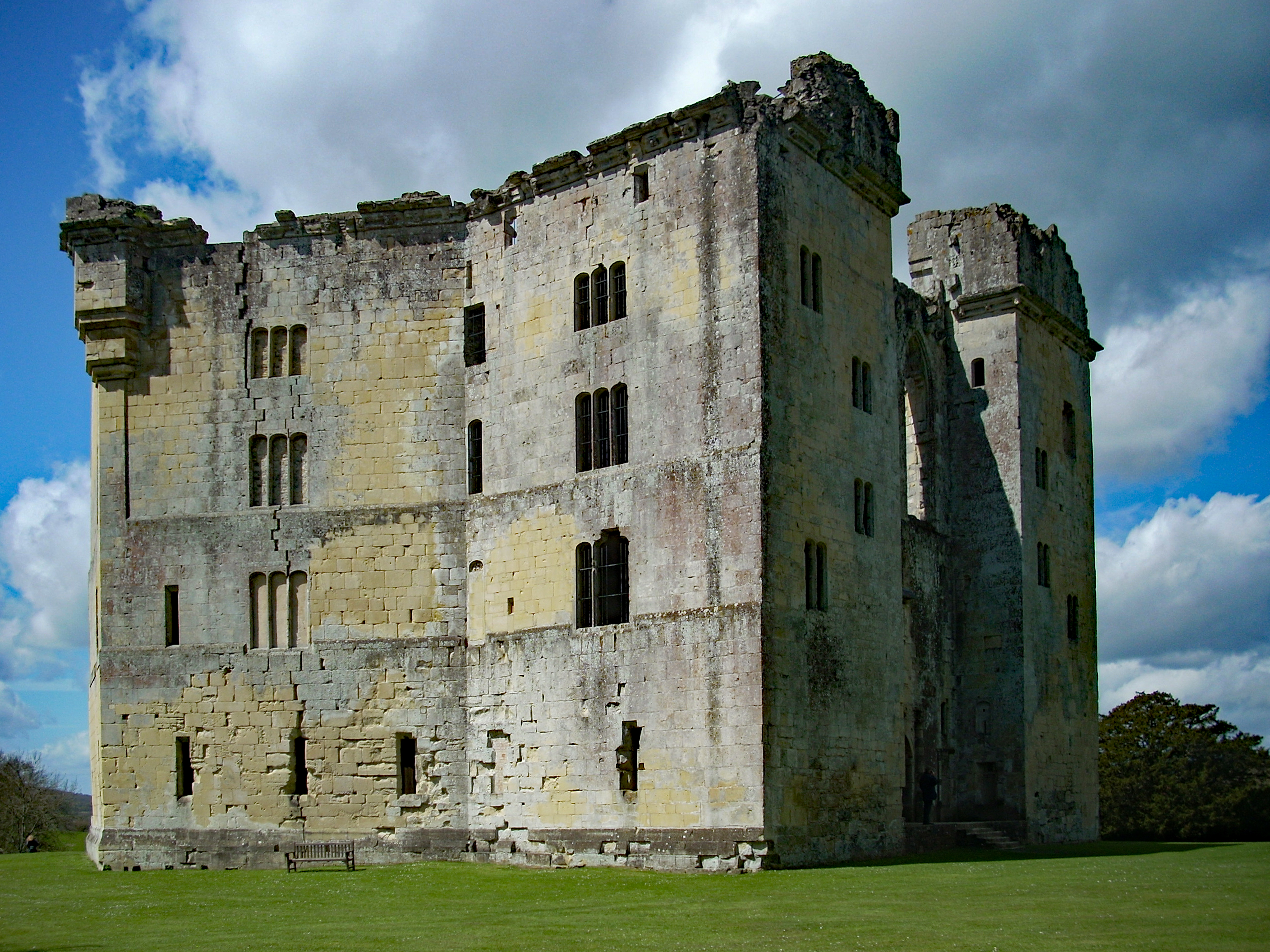
Ruines du vieux château médiéval de Wardour, dans le Wiltshire.

À la mort de son père en mars 1939 il devient le 16e baron Arundell, avec un siège à la Chambre des lords, et également comte du Saint-Empire, titre décerné à son ancêtre Thomas Arundell en 1595 par l'empereur Rodolphe II pour sa participation à la guerre contre l'Empire ottoman. Il hérite par ailleurs du château nouveau de Wardour, la demeure familiale datant du XVIIIe siècle et dont les jardins incluent les ruines du vieux château du XIVe siècle, détruit durant la Guerre civile,,,.
Il participe à la Seconde Guerre mondiale et obtient le grade de lieutenant, puis de capitaine, dans le 4e bataillon du régiment du Wiltshire (en), régiment d'infanterie. Il prend part à la bataille de France. Blessé lors de la bataille de Dunkerque au printemps 1940, il est fait prisonnier de guerre par les Allemands. Il s'évade, mais est repris et interné au château de Colditz. Il y contracte la tuberculose, et est conséquemment libéré et rapatrié en Angleterre en septembre 1944. Soigné à l'hôpital militaire de la ville de Chester, il y meurt après quelques jours. Il est inhumé au caveau familial de la chapelle catholique de son château. Jamais marié, il n'a pas d'enfant ni d'autre héritier de sexe masculin, et le titre de baron Arundell s'éteint avec lui,,,.
Il est l'un des cinquante-six parlementaires britanniques morts à la Seconde Guerre mondiale et commémorés par un vitrail au palais de Westminster.